# Informatiebeveiliger
Informatiebeveiligers zijn professionals die zich bezighouden met de beveiligen van informatie en de informatievoorziening. Dit kan zowel voor hun eigen organisatie zijn als zo wel voor anderen organisaties. Verschillende functies in de informatiebeveiliging categorie zijn bijvoorbeeld Security Manager, Adviseur informatiebeveiliging, Beveiligingsarchitect, Informatiebeveiligingsfunctionaris (IBF) etc.
Informatiebeveiligers zijn grofweg in te delen in drie sub-specialismes, te weten:
- technische georiënteerde Informatiebeveiligers
- proces en business georiënteerde Informatiebeveiligers
- en de combinatie van beide

## Opleidingen
In Nederland worden onder meer de volgende opleidingen georganiseerd:
- De Haagse Hogeschool organiseert in Zoetermeer op de Faculteit IT & Design een 4-jarige bacheloropleiding Information Security Management (ISM). Daarnaast biedt zij ook enkele minoren aan op het gebied van informatiebeveiliging. Deze opleiding werkt nauw samen met de industrie en het Centre of Expertise Cyber Security van de hogeschool.
- Het Expertisecentrum Informatica, Media en Communicatie van de Hogeschool van Arnhem en Nijmegen heeft in samenwerking met het Platform voor Informatiebeveiliging de Master of Risk control and Information Security ontwikkeld.[1] Deze toegepast wetenschappelijke (Professional-)Master start in oktober 2008.
- De TIAS School for Business and Society organiseert in Eindhoven twee mastersopleidingen voor informatiebeveiligers: Master of Security in Information Technology (MSIT) en Master of Information Security Management (MISM). De eerste is een technisch georiënteerde opleiding, de tweede een management georiënteerde opleiding.
- Saxion heeft een studieroute (Security Management) binnen de opleiding Integrale Veiligheidskunde. Daarmee is het een 4-jarige bacheloropleiding op het gebied van Cyber Security en informatiebeveiliging.

Er zijn verschillende instituten die opleiden voor verschillende internationale certificeringen.

## Internationale certificeringen
Internationaal zijn er voor informatiebeveiligers verschillende kwalificaties. In de regel zijn het Amerikaanse certificeringen, waarvan het kenmerk is dat het certificaat wordt verkregen:
- als de kandidaat een (multiple choice) toetsexamen heeft afgelegd
- als de kandidaat een aantoonbare praktijkervaring van meerdere jaren heeft
- als de kandidaat aantoonbaar permanente educatie volgt.

Ander kenmerk is dat er voor dergelijke kwalificaties formeel geen opleiding nodig is.

### CompTIA
Organiseert een basisopleiding en certificering voor informatiebeveiligers.

### CISSP
Certified Information Systems Security Professional (CISSP) is een internationale kwalificatie voor security specialisten. Het certificaat wordt verstrekt door het Amerikaanse ISC(2) (ISC squared).

### CISMP
Certificate in Information Security Management Principles (CISMP) is een internationale kwalificatie voor met name leidinggevenden en de voor beleid, regelgeving en strategie verantwoordelijke security professionals. Het certificaat wordt verstrekt door de British Computer Society (BCS).

### CISM
Certified Information Security Manager (CISM) is een internationale kwalificatie voor leidinggevenden en eindverantwoordelijken voor informatiebeveiliging. Het certificaat wordt verstrekt door het Amerikaanse ISACA.

## Organisaties in Nederland
In Nederland houden verschillende organisaties zich bezig met informatiebeveiliging.
- Het Nederlandse Platform voor InformatieBeveiliging is een vereniging van security professionals. Het organiseert bijeenkomsten, werkgroepen en publiceert rapporten en het vakblad Informatiebeveiliging.
- Vereniging Beveiligingsmanagers Nederland (VBN) binnen vereniging is een Vakgroep Informatiebeveiliging.
- Het NGI heeft een afdeling beveiliging

## Internationale organisaties
- International Security Forum ISF
- ISACA
- (ISC)2